# Zaleśce (hromada Szumsk)
Zaleśce (ukr. Залісці, Zalisci) – wieś na Ukrainie, w obwodzie tarnopolskim, w rejonie krzemienieckim, w hromadzie Szumsk. W 2001 roku liczyła 819 mieszkańców.
Wzmiankowana po raz pierwszy w 1545 roku. Za II Rzeczypospolitej należała do wiejskiej gminy Uhorsk w powiecie krzemienieckim w woj. wołyńskim.
Po wojnie wieś weszła w struktury administracyjne Związku Radzieckiego.
Południową część wsi stanowi dawniej odrębny chutor Chmieliszcze (ukr. Хмелище, Chmełyszcze).